# Kivijärvi (sjö i Posio, Lappland)
Kivijärvi är en sjö i kommunen Posio i landskapet Lappland i Finland. Arean är 41 hektar och strandlinjen är 3,63 kilometer lång. Sjön  ingår i Ijo älvs huvudavrinningsområde.   Den ligger omkring 97 kilometer sydöst om Rovaniemi och omkring 660 kilometer norr om Helsingfors. 